# Fombellida
Fombellida ist ein Ort und eine Gemeinde mit nur noch 175 Einwohnern (Stand: 2024) im Osten der Provinz Valladolid in der Region Kastilien-León in Spanien.

## Lage
Fombellida liegt in der Iberischen Meseta am Río Esgueva gut 34 Kilometer (Fahrtstrecke) ostnordöstlich vom Stadtzentrum von Valladolid in einer Höhe von ca. 805 m. Das Klima im Winter ist kalt, im Sommer dagegen warm bis heiß; der spärliche Regen (ca. 539 mm/Jahr) fällt übers Jahr verteilt.

## Bevölkerungsentwicklung
| Jahr      | 1970 | 1981 | 1991 | 2001 | 2011 | 2021 |
| --------- | ---- | ---- | ---- | ---- | ---- | ---- |
| Einwohner | 551  | 324  | 328  | 270  | 207  | 166  |

## Sehenswürdigkeiten

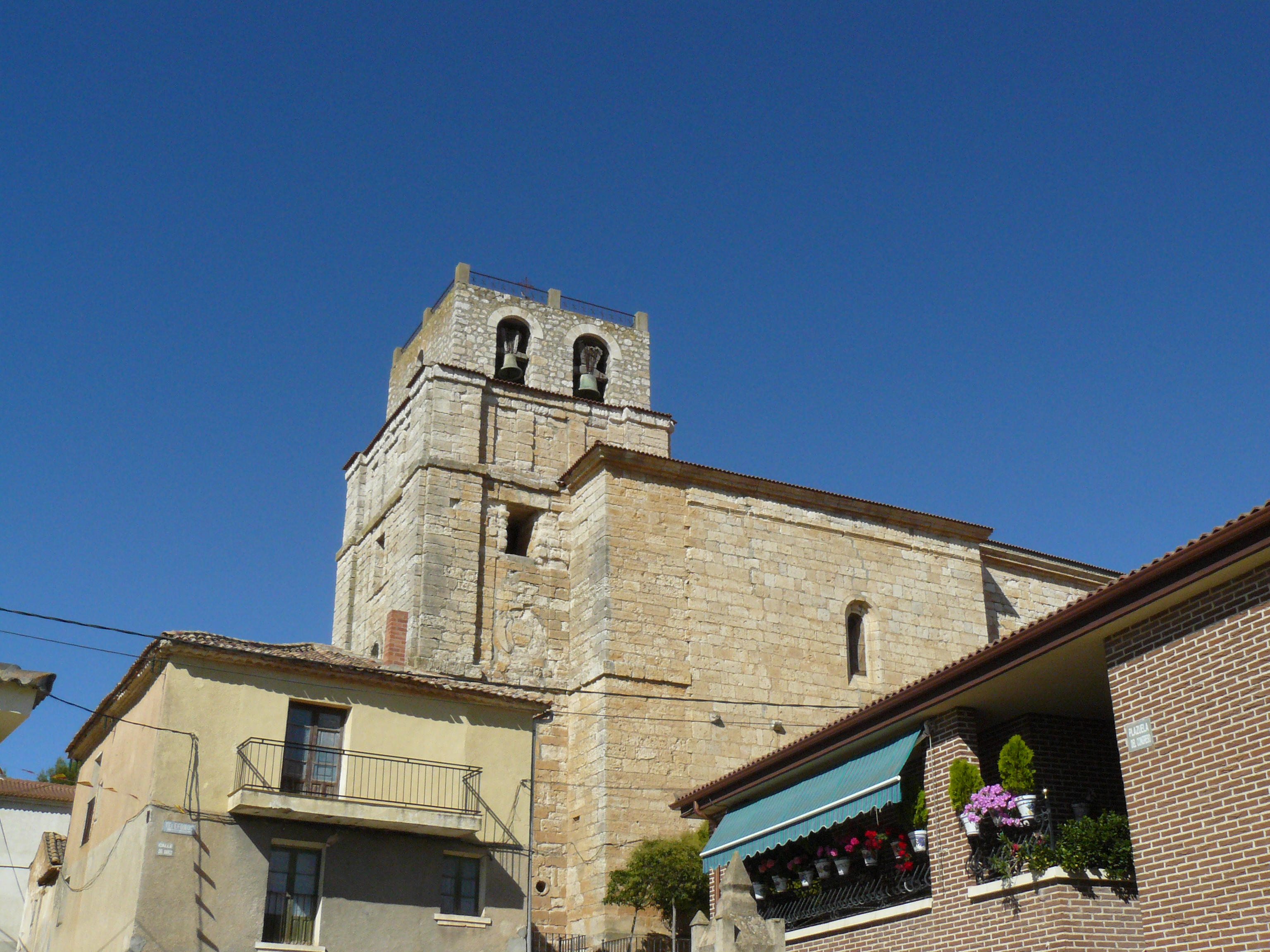
Antolinuskirche
- Christuskapelle

- Antolinuskirche